# Pepsi P1
El Pepsi P1 y el Pepsi P1S son teléfonos inteligentes Android fabricados por Koobee, un OEM, bajo licencia de PepsiCo. y solo estaban disponibles a través de una campaña de micromecenazgo en el sitio chino de micromecenazgo JD.com.

## Software
El teléfono ejecuta dido OS, que es una bifurcación de Android que también viene precargado en varios teléfonos Doogee (incluido el Y6 Max), pero el P1 y el P1S incluyen una capa de personalización con el tema de Pepsi de forma predeterminada en lugar de la máscara estándar de dido OS que está en los teléfonos Doogee.